# Fernando Hackradt Júnior
Fernando Hackradt Júnior (São Miguel da Terra Firme, 11 de novembro de 1852 — Wiesbaden, 23 de março de 1914) foi um político brasileiro.

## Biografia
Filho de Ferdinand Ernst Friedrich Hackradt e Maria Haendchen Hackradt.
Foi deputado à Assembleia Legislativa Provincial de Santa Catarina na 21ª legislatura (1876 — 1877), na 24ª legislatura (1882 — 1883), na 26ª legislatura (1886 — 1887).
Foi também deputado a Assembléia Legislativa do Império na 20ª legislatura (1887 — 1889), filiado ao Partido Conservador.
Foi vice-cônsul dos Países Baixos em Desterro e consul do Brasil em Dresden.
Foi oficial da Imperial Ordem da Rosa.